# Isaac B. Cameron

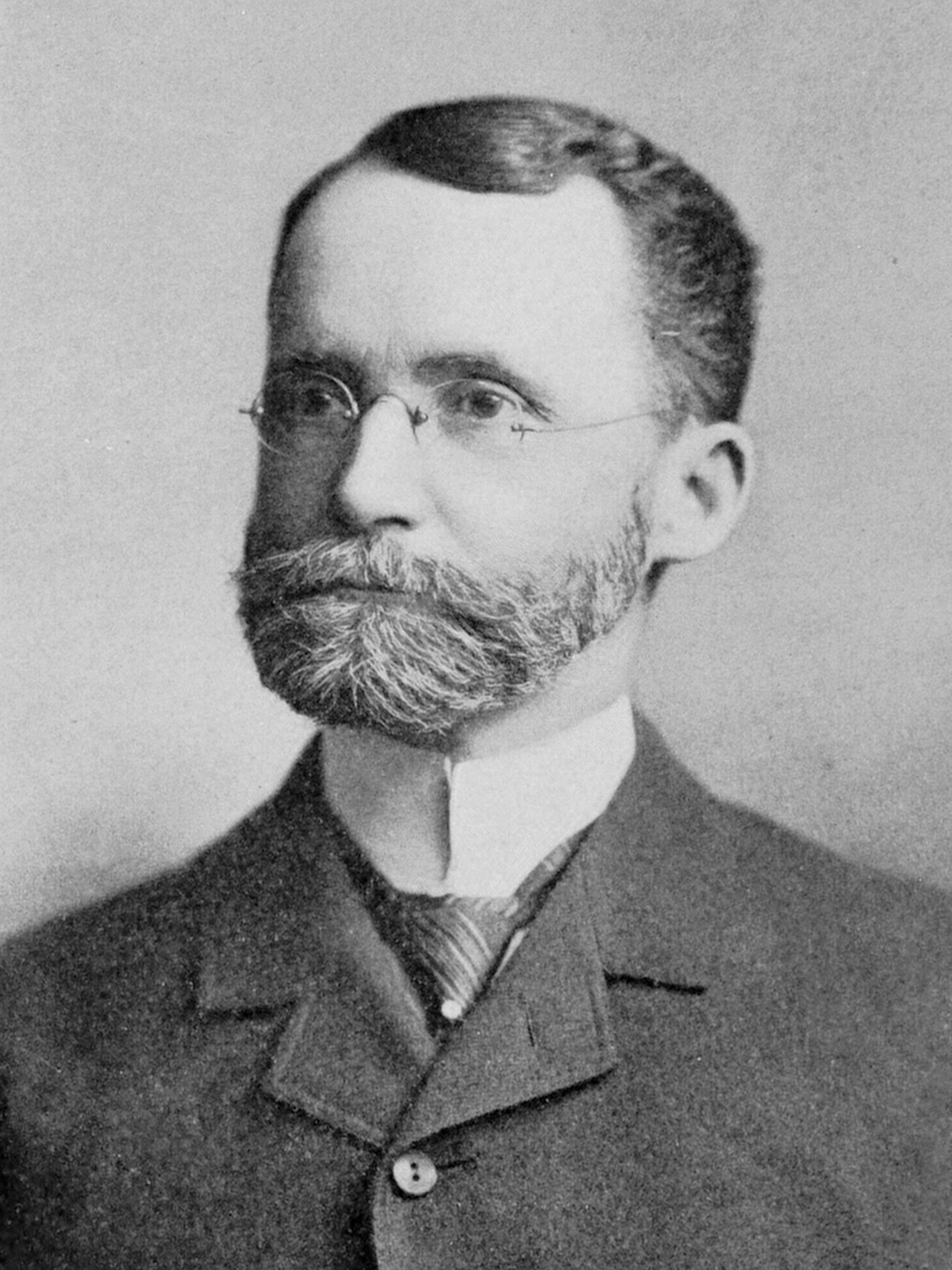
Isaac B. Cameron

Isaac B. Cameron (* 15. Juni 1851 in Nairn, Schottland; † 11. Oktober 1930) war ein US-amerikanischer Politiker (Republikanische Partei). Er war von 1900 bis 1904 Treasurer of State von Ohio.

## Werdegang
Isaac B. Cameron wurde während der Regierungszeit von Victoria in dem schottischen Council Area Highland geboren. In der Folgezeit wanderte die Familie Cameron in die Vereinigten Staaten ein. Sein Vater verstarb noch in seiner Kindheit. Seine Mutter ließ sich dann mit der übrigen Familie auf eine Farm in die Nähe von Salineville im Jefferson County (Ohio) nieder. 1855 zog die Familie nach Salineville. Cameron besuchte öffentliche Schulen und graduierte am Iron City Business College in Pittsburgh. Cameron war dann bis 1874 als Buchhalter für ein Unternehmen in Lisbon (Ohio) tätig. Danach wurde er Partner in einem Unternehmen. Von 1880 bis 1893 war er dort Alleininhaber.
1893 wurde Cameron zum Treasurer im Columbiana County gewählt und 1895 wiedergewählt. Cameron war dann für über ein Jahr, 1898, der Konkursverwalter der insolventen First National Bank in Lisbon. Die Republikanische Partei nominierte ihn 1899 für das Amt des Treasurer of State von Ohio. Er gewann die folgende Wahl im selben Jahr und wurde dann 1901 wiedergewählt. Nach dem Ende seiner zweiten Amtszeit wurde er zum Präsidenten der Columbus Savings and Trust Company gewählt. Er verstarb 1930 und wurde dann auf dem Green Lawn Cemetery in Columbus (Ohio) beigesetzt.
Cameron war ein Freimaurer des 32. Grades, ein Knight Templar, ein Mitglied des Independent Order of Odd Fellows (I.O.O.F.), ein Mitglied der Knights of Pythias und Mitglied des Benevolent and Protective Order of Elks (B.P.O.E.). 1875 heiratete er Laura Adella Irwin (1853–1923) aus Cleveland (Ohio). Das Paar hatte einen Sohn namens Roy MacDonald Cameron (* 1883). Ferner war er Presbyterianer.